# Pauline Phillips
Pauline Esther Friedman, coniugata Phillips, nota anche con lo pseudonimo di Abigail Van Buren (Sioux City, 4 luglio 1918 – Minneapolis, 16 gennaio 2013), è stata una giornalista, opinionista, scrittrice e conduttrice radiofonica statunitense.
Sorella gemella di Eppie Lederer, anche lei nota opinionista, divenne famosa a partire dal 1956 come curatrice della rubrica di consigli Dear Abby.
Tale rubrica divenne la più seguita al mondo, venne pubblicata su 1400 giornali e, da quanto stimato, ebbe oltre 110 milioni di lettori.
Dal 1963 al 1975, condusse una trasmissione radiofonica giornaliera sulla CBS, intitolata anch'essa "Dear Abby". La giornalista Diane Sawyer la citò come "la regina pionieristica dei consigli sagaci". The Boston Globe la definì "la più cara confidente d'America".

## Biografia

### Infanzia e relazioni
Nata a Sioux City nell'Iowa, Pauline era figlia dell'immigrata ebrea russa Rebecca Rushall e di Abraham B. Friedman, gestore di una catena di sale cinematografiche. Minore di quattro sorella, era la gemella identica di Esther "Eppie" Friedman, nata diciassette minuti prima di lei. Le due gemelle frequentarono il Morningside College, dove si occupavano di una rubrica del giornalino scolastico dedicata ai pettegolezzi.
Il 2 luglio del 1939, due giorni prima di compiere 21 anni, Pauline ed Eppie si sposarono contemporaneamente in una cerimonia congiunta. Pauline si unì in matrimonio all'imprenditore nel ramo dei liquori Morton Phillips, mentre la sorella sposò l'uomo d'affari Julius Lederer. I due uomini avevano combattuto insieme durante la seconda guerra mondiale. Dal matrimonio con Phillips, Pauline ebbe due figli, Edward e Jeanne. Inizialmente, Pauline si dedicò all'attività di casalinga e al volontariato, guidando un gruppo di donne che operavano per la Croce Rossa Americana.

### Carriera professionale
La vita professionale di Pauline Phillips ebbe inizio nel 1956, all'età di trentasette anni, quando telefonò all'editore del San Francisco Chronicle affermando di poter scrivere una rubrica di consigli migliore di quella che veniva all'epoca pubblicata dal suo giornale. L'editore, Stanleigh Arnold, con l'intento di liquidarla, le consegnò alcune lettere in attesa di risposta e le chiese di restituirgliene in una settimana; Pauline gliele riportò in un'ora e mezza. Intervistata da Larry King, la Phillips raccontò di non aver avuto alcuna esperienza lavorativa prima di allora e che, nonostante questo, l'editore fu entusiasta del suo stile di scrittura tanto da assumerla il giorno stesso.
Scelse lo pseudonimo di Abigail Van Buren, utilizzando il nome di una profetessa dell'Antico Testamento e il cognome del suo Presidente americano preferito, Martin Van Buren. La sua rubrica venne intitolata "Dear Abby".

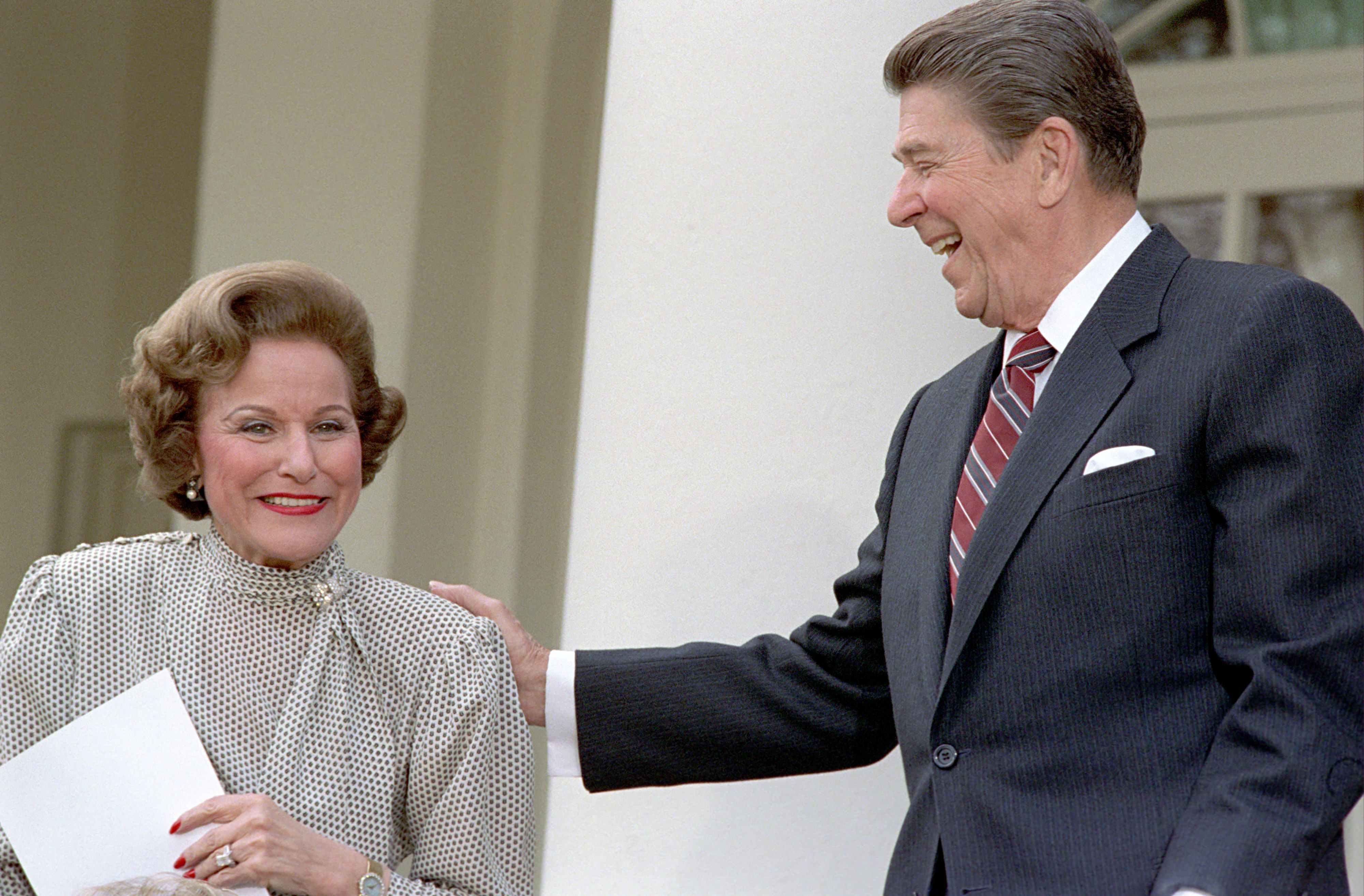
Abigail Van Buren con il Presidente Ronald Reagan nel 1985

Nello stesso periodo, sua sorella Eppie aveva iniziato a scrivere per una rubrica simile con lo pseudonimo di Ann Landers. Per tale motivo, tra le due gemelle sorse un'inevitabile competizione professionale i cui esiti incisero sul loro rapporto. Secondo il racconto di Jeanne Phillips, sua madre e sua zia non si parlarono per quasi dieci anni. Si riconciliarono pubblicamente nel 1964, pur rimanendo rivali nel lavoro. La rivista Life le definì "le donne più lette e più citate al mondo".
Pur condividendo la stessa professione, le due sorelle si caratterizzarono per due stili opposti: se Ann Landers rispondeva in maniera accogliente e dettagliata, Abby Van Buren utilizzava invece battute brevi e fulminanti, spesso irriverenti. Il contenuto delle lettere che arrivavano in redazione era variegato; Pauline Phillips raccontò che le principali richieste di consigli riguardavano il matrimonio, l'amore e la gioventù. Nel corso della sua lunga carriera, si occupò di tematiche scomode come l'aborto e l'AIDS. Rispetto all'interruzione di gravidanza, ne fu una sostenitrice fin dai tempi in cui la pratica non era legale. Sostenne di aver cambiato pareri soprattutto riguardo ai consigli coniugali: inizialmente, era restia a consigliare il divorzio per convinzioni personali, poi furono proprio i suoi lettori a farle comprendere che spesso la migliore soluzione per una coppia in crisi è la separazione. Se all'interno delle lettere, poteva scorgere propositi suicidari, Pauline Phillips telefonava personalmente ai lettori presentandosi come Abby e fornendo loro supporto. La lettera più lunga mai ricevuta provenne da un detenuto ed era composta da 102 pagine.

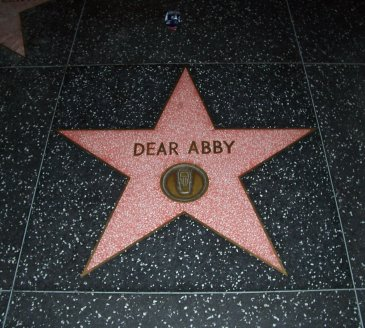
La stella dedicata a "Dear Abby" sulla Hollywood Walk of Fame

Fu considerata un'icona gay per via delle sue posizioni favorevoli ai diritti LGBT: in una sua lettera, definì l'omosessualità come una condizione innata; in un altro scambio epistolare, a dei lettori preoccupati per "l'assortimento umano alquanto sospetto" che vedevano in casa dei nuovi vicini omosessuali, suggerì lapidaria "Trasferitevi". Espresse pareri liberali e progressisti su numerosi temi sociali e politici: sdoganò il sesso prematrimoniale e l'uso del Viagra. A Pauline Phillips e alla sua rubrica fu dedicata una puntata del podcast Making Gay History.
Il suo impatto sulla società statunitense, che prima dell'avvento di internet aveva a disposizione questo genere di rubriche come finestra di confronto su problemi e tematiche personali, fu molto forte, tanto che nel lessico comune "Dear Abby" divenne un modo di dire per riferirsi ad una confidente particolarmente fidata. Il suo stile tagliente non le impedì di essere percepita dai lettori come una madre, sorella maggiore o figura di riferimento a cui chiedere lumi in caso di bisogno. Divenne pertanto un punto di riferimento per il pubblico e la sua rubrica funse da apripista per numerose altre.
La sua popolarità come personaggio pubblico la portò ad essere citata in film e serie televisive, tra cui i Muppet, fu citata nel romanzo Fight Club di Chuck Palahniuk e ispirò la canzone "Dear Abby" di John Prine. Nel 2001 le fu intitolata una stella sulla Hollywood Walk of Fame.
La corrispondenza della rubrica "Dear Abby" venne raccolta in diversi libri, pubblicati con successo nel corso degli anni.

### Ultimi anni e morte
Colpita dalla malattia di Alzheimer, lasciò la sua rubrica nel 2002. Venne succeduta nel ruolo dalla figlia Jeanne, che ne mantenne titolo e pseudonimo. In seguito alla diagnosi, la famiglia Phillips donò 5 milioni di dollari alla ricerca sull'Alzheimer.
Pauline Phillips morì a Minneapolis, dove si era stabilita negli ultimi tempi, all'età di novantaquattro anni. Suo figlio Edward era morto due anni prima. Le sopravvissero il marito Morton, con il quale era stata sposata per settantatré anni, la figlia Jeanne, quattro nipoti e due pronipoti. Sua sorella Eppie era deceduta nel 2002, affetta da mieloma multiplo. Uno dei nipoti di Pauline, Dean Phillips intraprese la strada della politica e divenne deputato alla Camera dei Rappresentanti con il Partito Democratico, candidandosi inoltre alla presidenza nelle elezioni del 2024.

## Opere
- Dear Abby, Englewood Cliffs, Prentice-Hall, 1958.
- Dear teen-ager, New York, B. Geis Associates, 1959.
- Dear Abby on marriage, New York, McGraw-Hill, 1962.
- The Best of Dear Abby, Kansas City, Andrews and McMeel, 1981, ISBN 0-8362-7907-7.
- Dear Abby on planning your wedding, Kansas City, Andrews and McMeel, 1988, ISBN 0-8362-7943-3.
- Where were you when President Kennedy was shot?: memories and tributes to a slain president as told to Dear Abby, Kansas City, Andrews and McMeel, 1993, ISBN 0-8362-6246-8.